# سیارک ۷۹۵۴
سیارک ۷۹۵۴ (به انگلیسی: 7954 Kitao، نامگذاری:1993SQ2) هفت هزار و نهصد و پنجاه و چهارمین سیارک کشف شده‌است که در ۱۹ سپتامبر ۱۹۹۳ کشف شد.
قدر مطلق سیارک برابر ۱۳٫۶۰ است.